# Слепень полевой
Слепень полевой (лат. Atylotus rusticus) — вид слепней, распространённый в Европе, Азии и Северной Африке.
Слепень принадлежит к группе насекомых с полным превращением. Представляет собой двукрылое насекомое с длиной тела 1,2—1,6 см. Окраска тела голубовато-серого или желтого оттенка, на брюшке имеются светлые волоски, глаза желто-охряные или светло-зелёные. Средние и задние лапки бурого цвета. Самцы питаются нектаром цветов. Личинки полевого слепня обитают по берегам водоемов, нередко во мху или среди корней осок .